# Lento Violento
Lento Violento (ital.: „langsam heftig“) ist eine Stilrichtung der elektronischen Musik, welche sich in Italien entwickelte.

## Stilistische Merkmale
Das Tempo bewegt sich im 4/4-Takt zwischen 80 und 115 BPM. Charakteristisch ist die harte Bassdrum, ähnlich dem des Hardcore Technos oder Hardstyle, allerdings wird er viel langsamer gespielt. Außerdem werden Vocal Samples (meist aus dem Hip-Hop-Bereich) und dunkle Sounds oder Loops verwendet.

## Entwicklung

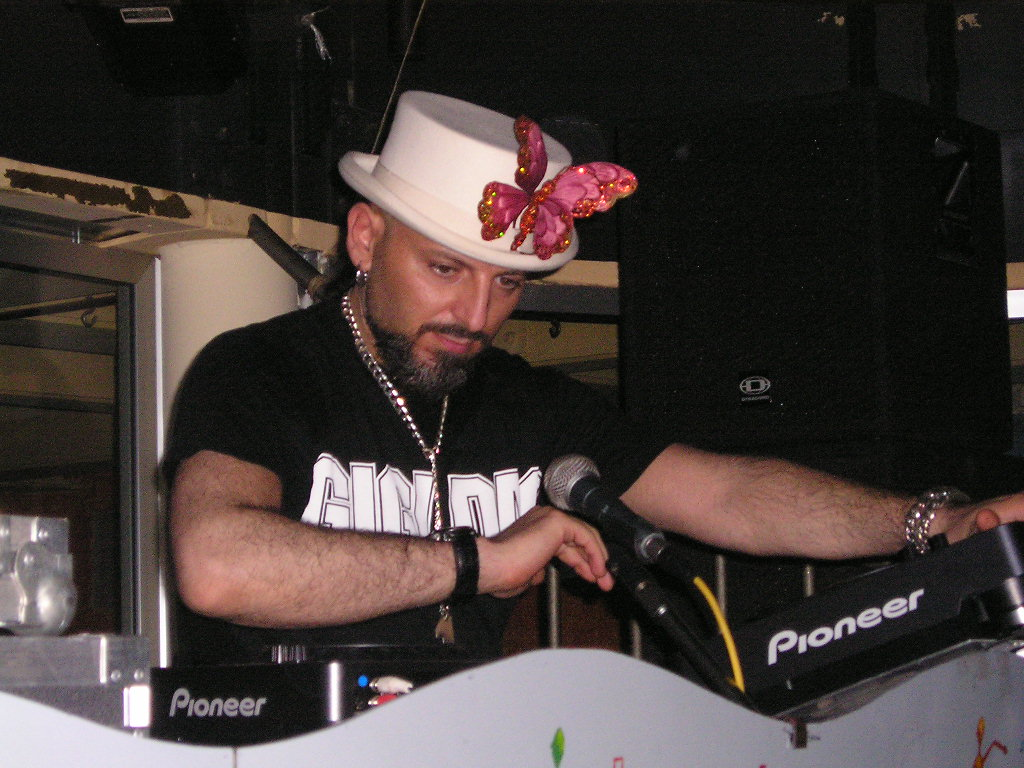
Gigi D’Agostino gilt als Erfinder des Lento-Violento-Stiles

Die Ursprünge des Lento Violento (kurz „LV“) liegen in der Eigenart von Gigi D’Agostino, in seinen DJ-Sets Lieder langsamer als gewöhnlich zu spielen. Er begann schon Ende der 1980er Jahre damit, diesen Stil für sich zu entdecken und durchzusetzen.
Nach Jahren der Weiterentwicklung war das erste bekannt gewordene LV-Musikstück allerdings nicht von Gigi D’Agostino, sondern von einem seiner DJ-Kollegen: „Ibiza“ von Ottomix aus dem Jahr 1998. Der Stil wurde jedoch noch nicht „Lento Violento“ genannt. Zu dieser Zeit wurde er von Produktionen aus dem Trance- und Techno-Bereich beeinflusst, wie etwa Lizard oder Iguana von Mauro Picotto. Ein weiteres Musikstück mit dem typischen LV-Sound war Alex Castellis „Enjoy“, das von Ottomix koproduziert wurde.
Zunächst waren in den Clubs nur einige Lieder bekannt; der Stil blieb undefiniert. Bezeichnet wurde der Stil erst, als Gigi D’Agostino mit einer Serie von Produktionen begann. Zu seinen ersten LV-Werken werden Voyage (1999) oder Ripassa (2003) gezählt. Gigi D’Agostino war es auch, der dem Stil seinen Namen verlieh (er bezeichnet sich selbst als „l’inventore del nuovo mondo“ ital.: „Der Erfinder der neuen Welt“). Für ihn ist Lento Violento nicht nur eine Musikrichtung, sondern ein Lebensstil. Im Laufe der Zeit verfeinerte er den Musikstil in viele verschiedene Richtungen.
Andere Künstler begannen, ähnliche Lieder zu produzieren. Bedeutende darunter sind Daniele Mondello, Luca Noise, DJ Pandolfi oder DJ Maxwell. Auch bei den Fans gibt es DJs, die dem LV zuneigen. Diese haben beispielsweise die Möglichkeit, ihre Musikstücke unter dem Label DOS veröffentlichen zu lassen, welches in unregelmäßigen Abständen Compilations unter dem Namen „Movimento Lento“ herausbringt.

## Beispiele
- Gigi D’Agostino – l’amour toujours
- Prezioso ft. Marvin – tell me why
- Mauro Picotto – komodo
- DJ Dado – x-files
- Eiffel 65 – blue (da ba dee)